# The Homecoming
The Homecoming (norsk: «hjemkomsten») var den anden boksekampen mellem Cecilia Brækhus og Anne-Sophie Mathis, som blev afholdt 1. oktober 2016 i Oslo Spektrum.
Kampen markerede samtidig ophævelsen av Lov om forbud mod professionel boknsing i Norge, samt ændringen af knockoutloven, og blev annonceret af bokseannounceren Michael Buffer, manden bag råbet «Let's get ready to rumble».
Etter fire amatørkampe besejrede norske Kevin Melhus sin tyske modstander Christian Dulz på knockout i anden omgang af sin profdebut, før Brækhus afsluttede aften med at tage sin 29. sejer ved at slå franske Mathis på teknisk knockout 1.05 sekunder inde i anden omgang.

## Program
| Tid         | Kamper                                            |
| ----------- | ------------------------------------------------- |
| 19.00–20.40 | Amatørkampe                                       |
| 21.00–21.30 | Profkamp: Kevin Melhus vs. Christian Dulz         |
| 22.30–23.00 | Hovedkamp: Cecilia Brækhus vs. Anne-Sophie Mathis |